# Exoprosopa rutila
Exoprosopa rutila är en tvåvingeart som först beskrevs av Peter Simon Pallas och Christian Rudolph Wilhelm Wiedemann 1818.  Exoprosopa rutila ingår i släktet Exoprosopa och familjen svävflugor. Inga underarter finns listade i Catalogue of Life.